# 特里格拉夫国家公园
特里格拉夫国家公园，是斯洛文尼亚唯一的国家公园，建立于1981年，占地面积为880平方公里，位于国家之西北，阿尔卑斯山之东南。